# Кончіно Кончіні
Кончіно Кончіні (Concino Concini, 1575 —27 квітня 1617) — французький політичний діяч італійського походження, маркіз д'Анкр, граф Пенна, барон Лезіньї, маршал Франції.

## Життєпис
Походив із заможної флорентійської родини Кончіні. Син Джованні Батиста Кончіні, аудитора і перший секретар великого герцога Тосканського Фердинандо I Медічі. Проходив навчання у Пізанському університеті. У 1600 році увійшов до почту Марії Медічі, майбутньої королеви Франції. Для зміцнення своїх позицій при дворі у 1601 одружився з Леонорою Галігаї, фавориткою королеви. Водночас затоваришував з королем Генріхом IV, який полюбляв грати у карти з Кончіні.
У 1605 році стає мажордомом, а у 1608 році — головою двору королеви Марії Медічі. Після вбивства у 1610 році короля Генріха IV регенткою оголошено королеву Марію. Фактично правити став Кончіні. Він отримав титул маркіза, посаду губернатора Перону, Руа, Мондідьє. У 1613 році отримує звання маршала. За час свого панування Кочині зміг накопичити величезні статки, безконтрольно користуючись королівською скарбницею. Окрім італійців, Кончіні долучав до свого урядування й французів, що не були пов'язані з аристократією (у 1616 році відправлено у відставку канцлера герцога Сюллі). Зокрема, секретарем з іноземних справ стає Арман Рішельє, єпископ Люсонський, майбутній кардинал.
Така політика викликала невдоволення впливовою аристократією, з одного боку, а з другого — заздрість міньйонів короля Людовика XIII. Зрештою ця боротьба завершилася змовою на чолі із д'Альбером й вбивством Кончіно Кончіні 24 квітня 1617 року у дворі Луврського замку.

## Родина
Дружина — Леонора Галігаї (1568–1617).
Діти:
- Генріх (1603–1631)
- Марія (1607–1617)